# Bellactis ilkalyseae
Bellactis ilkalyseae is een zeeanemonensoort uit de familie Sagartiidae.
Bellactis ilkalyseae is voor het eerst wetenschappelijk beschreven door Dube in 1983.